# コハクチョウ
コハクチョウ（小白鳥、Cygnus columbianus）は、鳥綱カモ目カモ科ハクチョウ属に分類される鳥類。

## 分布
- C. c. bewickii　コハクチョウ

ユーラシア大陸北部で繁殖し、冬季になるとヨーロッパ（アイルランド、イギリス南部、オランダ、デンマークなど）、カスピ海周辺（西部個体群）か、大韓民国、中華人民共和国東部、日本など（東部個体群）へ南下し越冬する。
- C. c. columbianus　アメリカコハクチョウ

アメリカ合衆国、カナダ、メキシコ北部
種小名columbianusは「コロンビアの」の意で、基亜種の越冬地の1つであるコロンビア川に由来する。アラスカ州やハドソン湾などで繁殖し、冬季になるとカリフォルニア半島やチェサピーク湾などへ南下し越冬する。

## 形態
全長115-150cm。翼開張180-225センチメートル。属内では頸部が太短い。全身の羽衣は白い。雌雄同色。
嘴の先端が丸みを帯びているか、または角張って突出せず、色彩は黒い。鼻孔は嘴の中央部よりやや先端寄りに開口する。気管が長く紐状。後肢の色彩は黒い。
幼鳥は全身の羽衣が淡灰褐色。
- C. c. bewickii　コハクチョウ

翼長オス51.5-53.5センチメートル、メス47.5-52.5センチメートル。上嘴基部から鼻孔にかけて黄色い斑紋が入る。
- C. c. columbianus　アメリカコハクチョウ

翼長オス50.1-56.9センチメートル、メス50.5-56.1センチメートル。眼先に黄色い皮膚がわずかに裸出する。

## 分類
以前は和名がハクチョウとされていたが、1974年に発行された日本鳥学会のリストからはハクチョウ属他種との混同を避けるためにコハクチョウへ変更された。
亜種を独立種とする説もある。亜種コハクチョウを2亜種（西部個体群C. c. bewickii、東部個体群C. c. jankowskii）に分割する説もあったが、有力ではない。
- Cygnus columbianus bewickii　　コハクチョウ　Bewick's swan
- Cygnus columbianus columbianus　(Ord, 1815)　アメリカコハクチョウ　Whistling swan

### 亜種アメリカコハクチョウ
アメリカコハクチョウは北アメリカ北部で繁殖する。日本へはごく少数が冬鳥としてコハクチョウの群れに混じって渡来する。
全長は約132cmで、コハクチョウ（全長約120cm）よりはやや大きい。コハクチョウよりもくちばしの黒色の占める割合が大きく、付け根の部分がわずかに黄色である。亜種アメリカコハクチョウと亜種コハクチョウとの交雑個体と考えられる個体も観察されている。
アメリカコハクチョウは通常コハクチョウの亜種（学名：C.c.columbianus）とされているが、分布域が明確に分かれることと体の大きさが異なることなどから、独立種とする説もある。この場合、本種の学名はCygnus columbianusとなり、コハクチョウの学名はCygnus bewickiiとなる。

## 生態
河川、湖沼、内湾などに生息する。
水田などを採食場とし、水面や湿地をねぐらとする。天敵が近づかない限りは採食場で一日中採食と休息を繰り返しながら過ごす。何かが近づいてきた場合は翼を広げて威嚇を行う。主に群れで移動し、朝10時ごろに採食場へ、夕方ごろにねぐらへ移動する。昼は水草、夜は刈り跡で落ち穂を採食することが多い。
繁殖形態は卵生。2-5個（基亜種は3-5個）の卵を産む。抱卵期間は29-32日（基亜種30-32日、亜種コハクチョウ29-30日）。

## 画像・音声

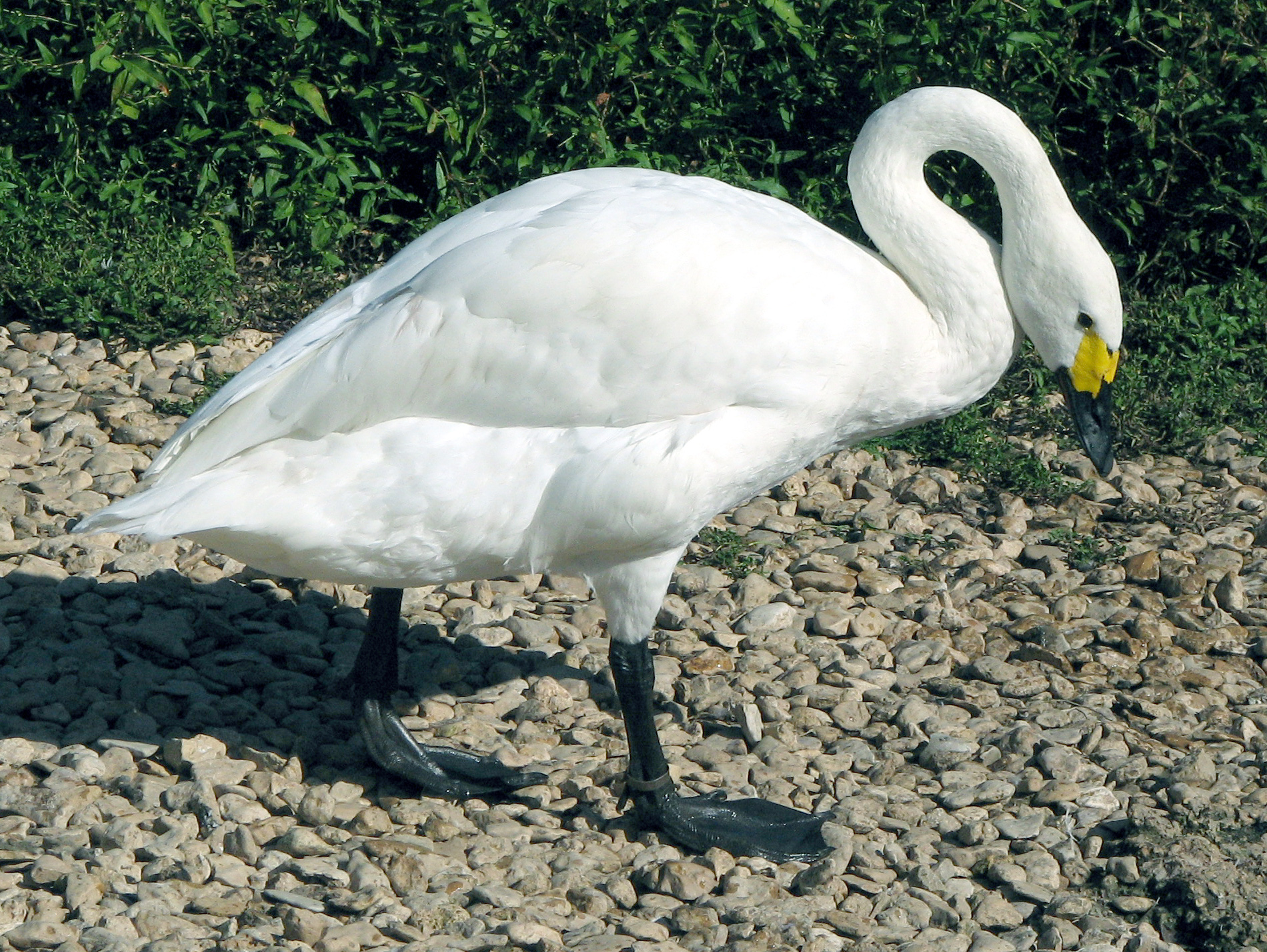
亜種コハクチョウ C. c. bewickii
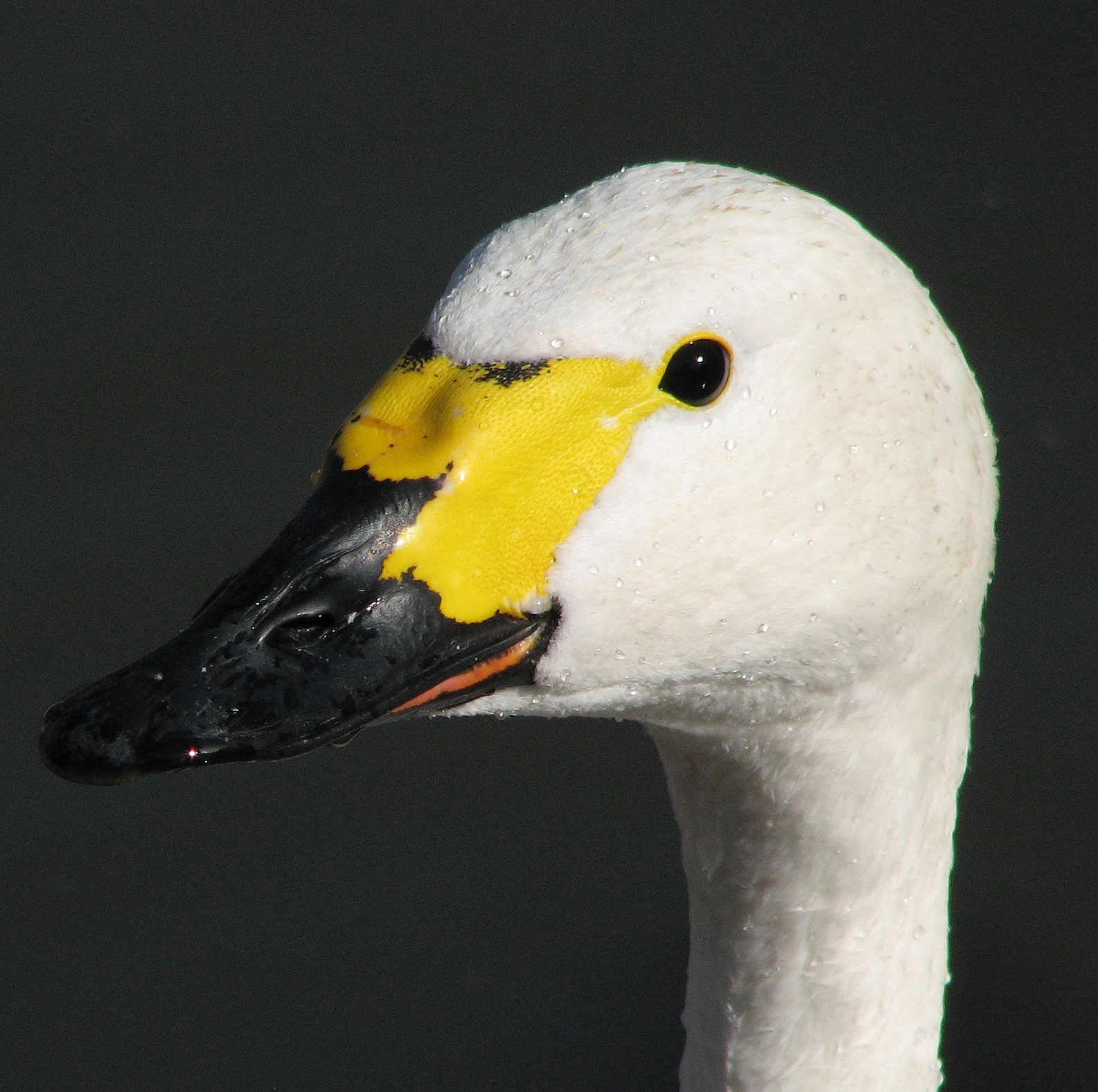
亜種コハクチョウの頭部
- 鳴き声